# 文井路駅
座標: 北緯31度0分19秒 東経121度22分33秒 / 北緯31.00528度 東経121.37583度
文井路駅（ぶんせいろえき）は中華人民共和国上海市閔行区に位置する上海地下鉄5号線の駅である。

## 駅構造
- 対面式ホーム2面2線を有する高架駅。

## 歴史
- 2003年11月25日 - 開業。

## 隣の駅
上海軌道交通
■5号線
華寧路駅 - 文井路駅 - 閔行開発区駅